# Mango Airways

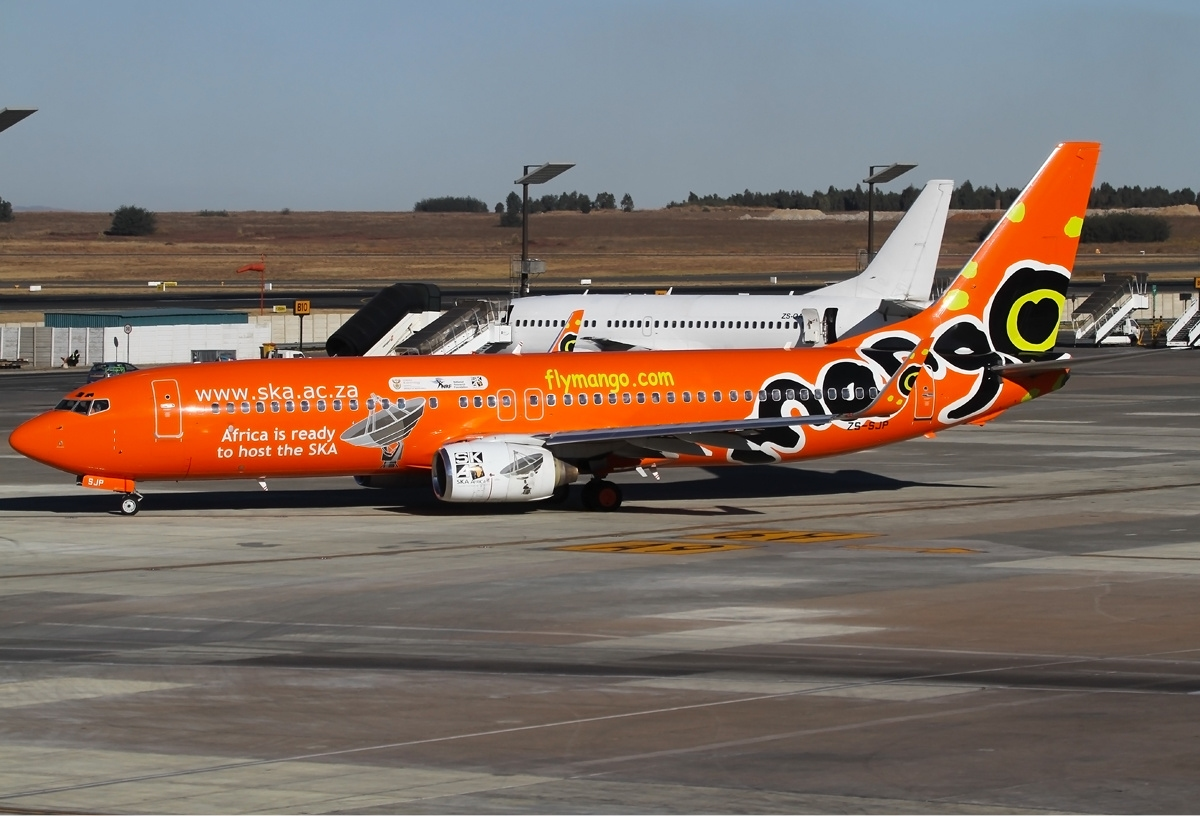
Boeing 737-800 de Mango Airways

Mango (code AITA : JE ; code OACI : MNO) est une compagnie aérienne sud-africaine low-cost, filiale de South African Airways, créée le 30 octobre 2006, basée à Johannesburg, et qui réalise des vols réguliers depuis.

## Histoire
Mango a été lancée le 30 octobre 2006 en tant que filiale à bas-coûts de South African Airways. Le premier vol a eu lieu le 15 novembre 2006. 
La compagnie prévoyait de rejoindre Star Alliance en tant que "Connecting Partner" au troisième trimestre de 2016, mais le plan a été suspendu en raison de la situation financière de South African Airways.
Depuis le 28 avril 2021, tous les vols de Mango ont été cloués au sol en raison de non-paiements et de dettes envers l'ACSA (Airports Company of South Africa).

## Direction de l'entreprise et chiffres

### Actionnariat
Mango est détenue à 100 % par South African Airways elle-même détenue par le gouvernement sud-africain, mais Mango opère indépendamment en tant que compagnie aérienne à bas prix avec son propre conseil d'administration et son propre bilan.

### Siège social
Le siège social de Mango se trouve à l'aéroport international OR Tambo de Kempton Park, Ekurhuleni, Gauteng, sur la mezzanine du terminal des vols intérieurs.

### Chiffres
Les chiffres financiers et opérationnels de Mango sont entièrement intégrés dans les chiffres du Groupe SAA.
Cependant, tous les résultats des rapports du Groupe ne sont pas décomposés au niveau des filiales et certains chiffres ci-dessous sont donc issus de rapports de presse,. En mars 2020, aucun résultat pour Mango n'a été publié pour 2018 et 2019 car la South African Airways n'a pas elle-même publié les résultats de son groupe. (Chiffres ci-dessous pour l'année se terminant le 31 mars :)
|                                  | 2008  | 2009 | 2010 | 2011 | 2012    | 2013   | 2014   | 2015   | 2016  | 2017   |
| -------------------------------- | ----- | ---- | ---- | ---- | ------- | ------ | ------ | ------ | ----- | ------ |
| Turnover (Rm)                    |       |      |      |      |         | 1,360  | 1,942  | 2,200  | 2,300 | 2,143  |
| Net Profit/Loss before tax (Rm)  |       |      |      |      |         |        | 40.3   | 38.0   | −36.9 |        |
| Net Profit/Loss after tax (Rm)   | perte | 10.9 | 13.7 | 0.3  | c.−92.8 | 39.1   | −16.1  |        |       | 12.5   |
| Nombre de passagers (millions)   | 1.5   | 1.3  | 1.3  | 1.4  | 1.6     | 1.8    | 2.3    | 2.5    | 3.0   | 2.9    |
| Taux de remplissage (%)          |       | 86   |      |      | 77      | 81.3   | 82.4   |        | 81.0  | 83.2   |
| Effectif (at year end)           |       |      |      |      |         |        | 598    |        |       | 713    |
| Nombre d'avions (en fin d'année) | 4     | 4    | 4    | 5    | 7       | 6      | 8      | 9      | 10    | 10     |
| Notes/sources                    | ,     | ,    | ,    | ,    | ,       | [ 11 ] | [ 12 ] | [ 13 ] | ,     | [ 15 ] |

## Flotte
La flotte de Mango Airways se compose des appareils suivants (au mois de septembre 2020) :

## Services

### Services à bord
En tant que compagnie aérienne à bas prix, Mango dispose d'une flotte unique de Boeing 737-800 à forte densité de sièges. La réservation standard n'inclut pas la nourriture et les boissons, disponible à l'achat à bord,.
Mango fournit un magazine de bord appelé Mango Juice et a proposé Mango TV, un ancien programme de divertissement quotidien en vol visible sur les écrans déroulants placés dans l'avion Le Wi-Fi en vol est également disponible sur tous les vols moyennant des frais, sauf sur l'avion imatriculé ZS-VDB, un avion plus ancien. Les services Wi-Fi sont fournis par G-Connect, un fournisseur Internet haut débit local.

### Programme de fidélisation
Les membres South African Airways Voyager peuvent échanger des miles SAA Voyager avec la filiale Mango, mais ne sont pas encore en mesure de gagner des miles SAA Voyager avec Mango. Aucun autre avantage SAA Voyager, comme les bagages supplémentaires, les surclassements ou l'accès au salon, n'est applicable lorsque vous utilisez des miles SAA Voyager pour payer un vol Mango.

## Voir également
- South African Airways, la société mère de Mango
- Kulula.com, une autre compagnie aérienne low-cost sud-africaine
- Liste des compagnies aériennes d'Afrique du Sud